# Korejska ljudska skupščina v Mandžuriji
Korejska ljudska skupščina v Mandžuriji oz. Korejska ljudska zveza v Mandžuriji (KLAM) angleško Korean People's Association in Manchuria (KPAM)), avgust 1929 – september 1931) je bila avtonomna anarhistična cona v Mandžuriji blizu meje s Korejo, z dvomilijonskim korejskim priseljenskim prebivalstvom. Poznana je tudi pod imenom Šinminska prefektura in Korejska anarhistična federacija v Mandžuriji. Družba je bila zgrajena na temeljih brezdržavnega komunizma, znotraj okvirov darilne ekonomije na osnovi teorije medsebojne pomoči.

## Zgodovina

### Ozadje
Japonska je napadla Korejo leta 1894, v imenu zaščite pred Kitajsko, ko je Joseonska dinastija povabila Kitajsko na pomoč pri gašenju Donghakškega kmečkega upora. Koreja je bila dokončno priključena Japonskemu imperiju leta 1910. Med prvo svetovno vojno, se je Džang Dzuolin razglasil za mogočnega vojaško vodjo z vplivom preko večine Mandžurije. Njegov cilj je bil obdržati suvereno mandžursko vojsko in ščititi Mandžurijo pred tujim vojaškim vplivom.
Gibanje 1. marca je vključevalo 1.500 demonstracij ter 2 milijona protestnikov. Japonsko imperij se je odzval z krutim zatiranjem: 7.500 ljudi je bilo ubitih in 16.000 ranjenih. Posledično je veliko število korejskih anarhistov pobegnilo v Mandžurijo in druge dele Kitajske.
Medtem se je Dzuolin vzpenjal skozi čine Republike Kitajske, ter tako sčasoma postal Predsednik Republike Kitajske. Ob sledečem japonskem atentatu Dzuolina je nastal vakum moči, ki je omogočil rast KMT-ja in CCP-ja, hkrati pa tudi ponudil priložnost za anarhistična in druga gibanja v Mandžuriji.

### Nastanek avtonomne cone
Korejska ljudska asociacija je bila ustanovljena leta 1929. KLAM je nastala kot rezultat kolaboracije med Korejsko anarhistično federacijo v Mandžuriji (KAFM) in Korejsko anarho-komunistično federacijo (KAKF)
KLAM je bil del "gibanja avtonomnih vasi", osredotočenega na razvoj delavskih materialnih pogojev, ter ne na nacionalne ali revolucionarne spremembe. Gibanja so se tako poenotila v sistemu "brez pravil", kjer je bila družba organizirana na osnovi posameznikove svobode in teoriji medsebojne pomoči.

### Zatrtje
20. januarja 1930, je anarhističnega generala Kim Čva Čina atentiral japonski agent. Po umoru še ene vodje KLAM-a, Kima Jong Jina v naslednjem letu, je postalo anarchistično gibanje v Mančuriji in Koreji žrtev množičnega zatiranja. Japonska je naredila invazijo proti KLAM-u iz juga, medtem ko so sile Kuomintanga napadle iz severa. Z Japonsko invazijo na Mandžurijo, se je KLAM razblinil kot avtonomna politična sila. KAFM in KAKF sta se še naprej borili na kitajskem skupaj s CCP-jem v odporu proti Japonskemu Imperiju vse do osvoboditve leta 1945, a anarhističnega Šinmina ni bilo več.

## Vlada
Odločanje znotraj teritorijev KLAM-a je bilo osnovano na anarhističnih idealih participativne demokracije, osnovane na vaških konzulih in podobnih sistemih.

## Ekonomija
KLAM je bila osnovana na idejah libertarnega socializma in ustanovila brezplačne trgovine, delavsko zadrugo in demokratične šole. Nastali so tudi regionalni konzuli.
KLAM je deloval v nemonetarnem sistemu, brez privatne lastnine, ali kakršnekoli razredne strukture. S tem je KLAM postal vzorec za  anarho-komunistične skupine po vsej Mandžuriji.

## Vojaška struktura
Vojsko so sestavljali predvsem izkušeni oficirji, veterani in kmečke gverile.